# 벌치
벌치(루마니아어: Bălţi, [ˈbəltsʲ], 러시아어: Бельцы 벨치[*], 우크라이나어: Бєльці 벨치[*])는 몰도바에 있는 도시이다. 지역과 경제적인 중요성이라는 점에서 키시너우 다음으로 두 번째로 크며, 인구라는 점에서 키시너우와 티라스폴 다음으로 세 번째로 큰 도시이다. 도시는 지방 자치체 지위를 갖고 있는 다섯 몰도바의 소재지 중 하나이다. 때때로 또한 "북쪽의 수도"로 불리는, 벌치는 주요한 산업, 문화, 상업 중심이자 나라의 북쪽에 있는 교통 중심지이다. 수도 키시너우의 북쪽 127 km에 자리잡고 있으며 러우트 강 (Răut River), 드니스테르강의 지류, 벌치 대초원 안 가파른 조망위에 위치하고 있다.

## 어원
"bălţi"는 몰도바어로 늪을 뜻한다.

## 역사

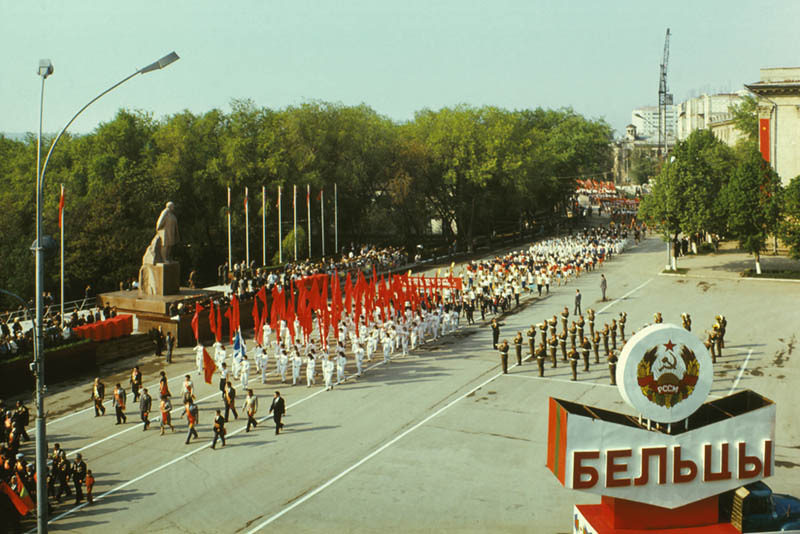
몰다비아 SSR 벌치, 1985년

근대 이후 러시아 제국이 차지했다. 양차 세계대전 사이에는 루마니아 왕국의 영토였으나, 2차 세계대전 이후 소련이 다시 차지하였다.

## 경제
역사적으로 벌치는 담배 재배로 알려져 있었고 또한 포도밭과 과수원이 많았다. 산업은 대부분 밀가루, 설탕, 와인 위주의 식품가공업이 중심이다. 가구 및 농기계 또한 중요한 역할을 한다. 3차 산업은 1989년 이후 발달해왔다.

## 인구
| 연도 | 인구    | ±%      |
| ---- | ------- | ------- |
| 1819 | 1,600   | —       |
| 1830 | 3,738   | +133.6% |
| 1861 | 5,900   | +57.8%  |
| 1897 | 18,500  | +213.6% |
| 1902 | 22,300  | +20.5%  |
| 1915 | 24,000  | +7.6%   |
| 1930 | 30,570  | +27.4%  |
| 1959 | 67,666  | +121.3% |
| 1970 | 105,505 | +55.9%  |
| 1979 | 126,950 | +20.3%  |
| 1989 | 161,475 | +27.2%  |
| 2004 | 127,561 | −21.0%  |
| 2014 | 102,457 | −19.7%  |

## 기후
| Bălți의 기후                            | Bălți의 기후 | Bălți의 기후 | Bălți의 기후 | Bălți의 기후 | Bălți의 기후 | Bălți의 기후 | Bălți의 기후 | Bălți의 기후 | Bălți의 기후 | Bălți의 기후 | Bălți의 기후 | Bălți의 기후 | Bălți의 기후 |
| 월                                      | 1월          | 2월          | 3월          | 4월          | 5월          | 6월          | 7월          | 8월          | 9월          | 10월         | 11월         | 12월         | 연간         |
| --------------------------------------- | ------------ | ------------ | ------------ | ------------ | ------------ | ------------ | ------------ | ------------ | ------------ | ------------ | ------------ | ------------ | ------------ |
| 일평균 최고 기온 °C (°F)                | −0.5 (31.1)  | 1.3 (34.3)   | 7.0 (44.6)   | 15.9 (60.6)  | 22.0 (71.6)  | 24.9 (76.8)  | 26.2 (79.2)  | 26.0 (78.8)  | 21.8 (71.2)  | 15.2 (59.4)  | 7.6 (45.7)   | 2.1 (35.8)   | 14.1 (57.4)  |
| 일평균 최저 기온 °C (°F)                | −7.5 (18.5)  | −5.4 (22.3)  | −1.6 (29.1)  | 4.5 (40.1)   | 9.9 (49.8)   | 13.1 (55.6)  | 14.5 (58.1)  | 13.5 (56.3)  | 9.5 (49.1)   | 4.3 (39.7)   | 0.3 (32.5)   | −4.0 (24.8)  | 4.2 (39.6)   |
| 평균 강수량 mm (인치)                   | 31 (1.2)     | 28 (1.1)     | 28 (1.1)     | 44 (1.7)     | 55 (2.2)     | 86 (3.4)     | 79 (3.1)     | 49 (1.9)     | 43 (1.7)     | 22 (0.9)     | 34 (1.3)     | 30 (1.2)     | 529 (20.8)   |
| 평균 강수일수                           | 11           | 11           | 9            | 11           | 12           | 13           | 11           | 8            | 8            | 6            | 9            | 11           | 120          |
| 출처: World Weather Information Service |              |              |              |              |              |              |              |              |              |              |              |              |              |

## 자매 도시
벌치는 다음과 자매 도시를 맺은 상태이다:
| - 우크라이나 스트리 (Stryi) (1980년부터) - 불가리아 스몰랸 (Smolyan) (1985년부터) - 그리스 라리사 (1986년부터) - 루마니아 미에르쿠레아치우크 (Miercurea Ciuc)(1993년부터) - 러시아 포돌스크 - 헝가리 줄러 (Gyula)(1995년부터) |  | - 벨라루스 오르샤(1996년부터) - 튀르키예 이즈미르(1997년부터) - 조선민주주의인민공화국 개성직할시 (1997년부터) - 우크라이나 흐멜니츠키 (Khmelnytskyi) (1997년부터) |  | - 미국 레이크랜드 (Lakeland, Florida) (1997년부터) - 폴란드 프워츠크 (Płock) (2000년부터) - 벨라루스 비쳅스크 (2002년부터) - 그리스 밀리에스 (Milies) (2006년부터) |